# Scentre集团
Scentre是一家购物中心公司，在澳大利亚和新西兰以 Westfield 品牌经营零售场所。该公司承担项目所有权、开发、设计、建设、资金/资产管理、物业管理、租赁和营销活动。
该公司前身为Westfield集团，由于Westfield 集团在2014年将其美国和欧洲业务与其在澳大利亚和新西兰的业务分开，继承了澳大利亚以及新西兰的业务的Scentre Group就此诞生。 
该公司在澳大利亚证券交易所上市，并拥有 2019 年在澳大利亚和新西兰的 42 家购物中心的投资权益，其中包括约 12,544 家零售店。

## 当前业务
Scentre Group 目前拥有价值 386 亿澳元的资产，42 家购物中心，零售面积超过 380 万平方米。

### 澳大利亚
Scentre 集团在澳大利亚成立并以 Westfield 品牌在澳大利亚经营大量购物中心。

### 新西兰
Westfield 于 1997 年进入新西兰市场，并于 1998 年收购了 St. Lukes Group 投资组合的权益，目前是新西兰最大的连锁商场品牌，其大部分商场位于奥克兰。 截至 2017 年 2 月，Westfield 在新西兰管理着 25 亿新西兰元的资产。 

## 图集

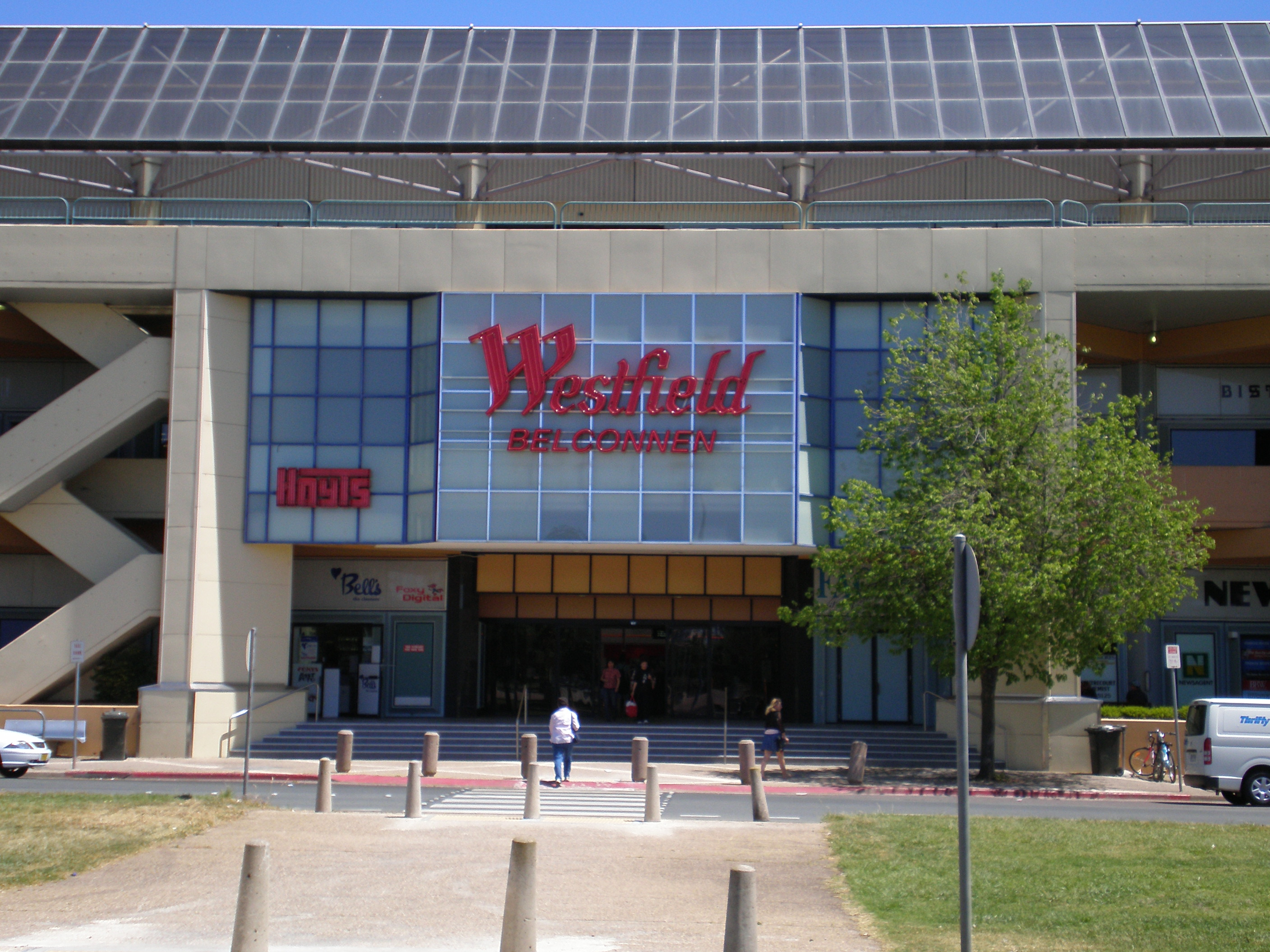
Westfield Belconnen, 堪培拉
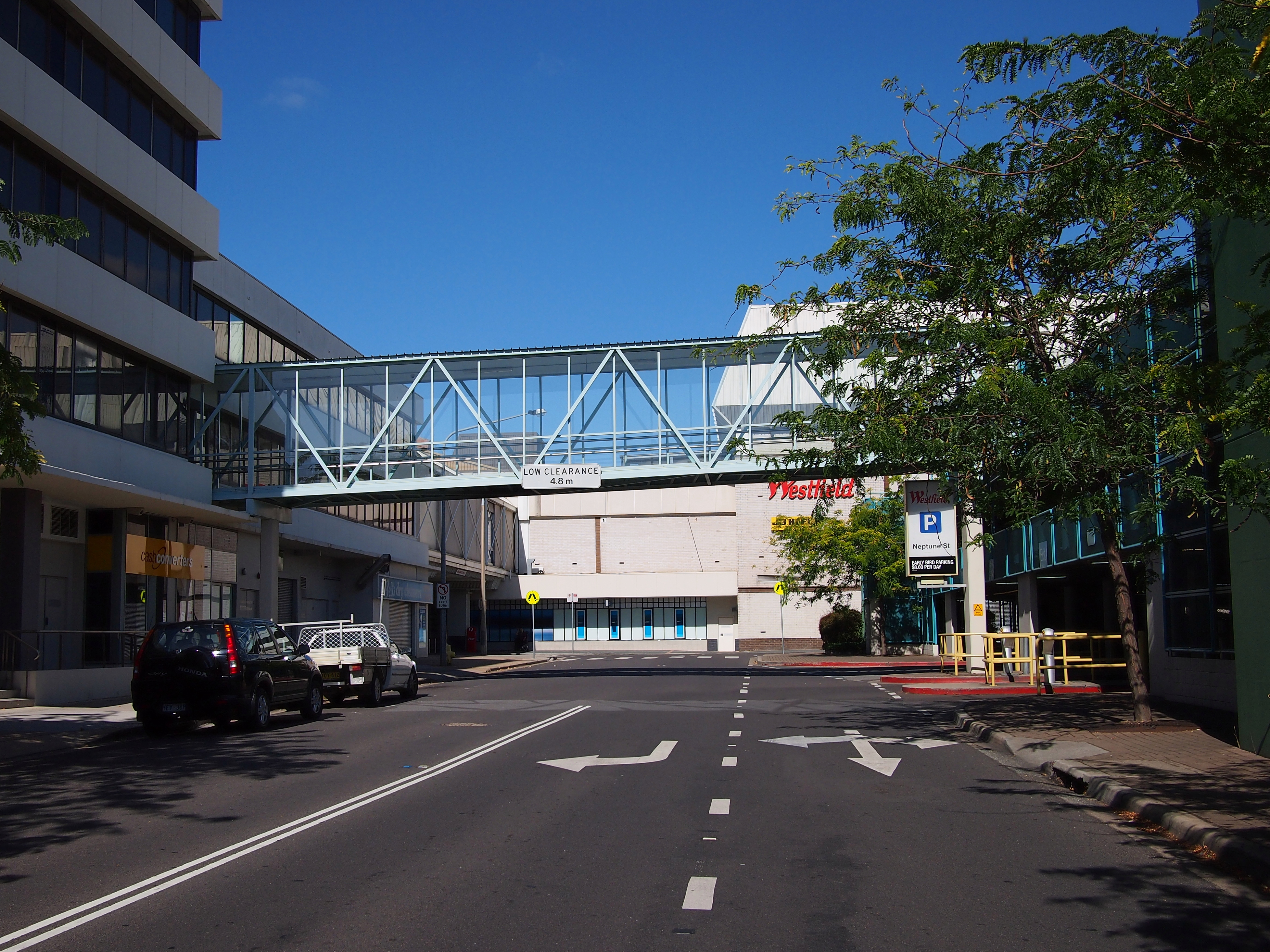
Westfield Woden, 堪培拉
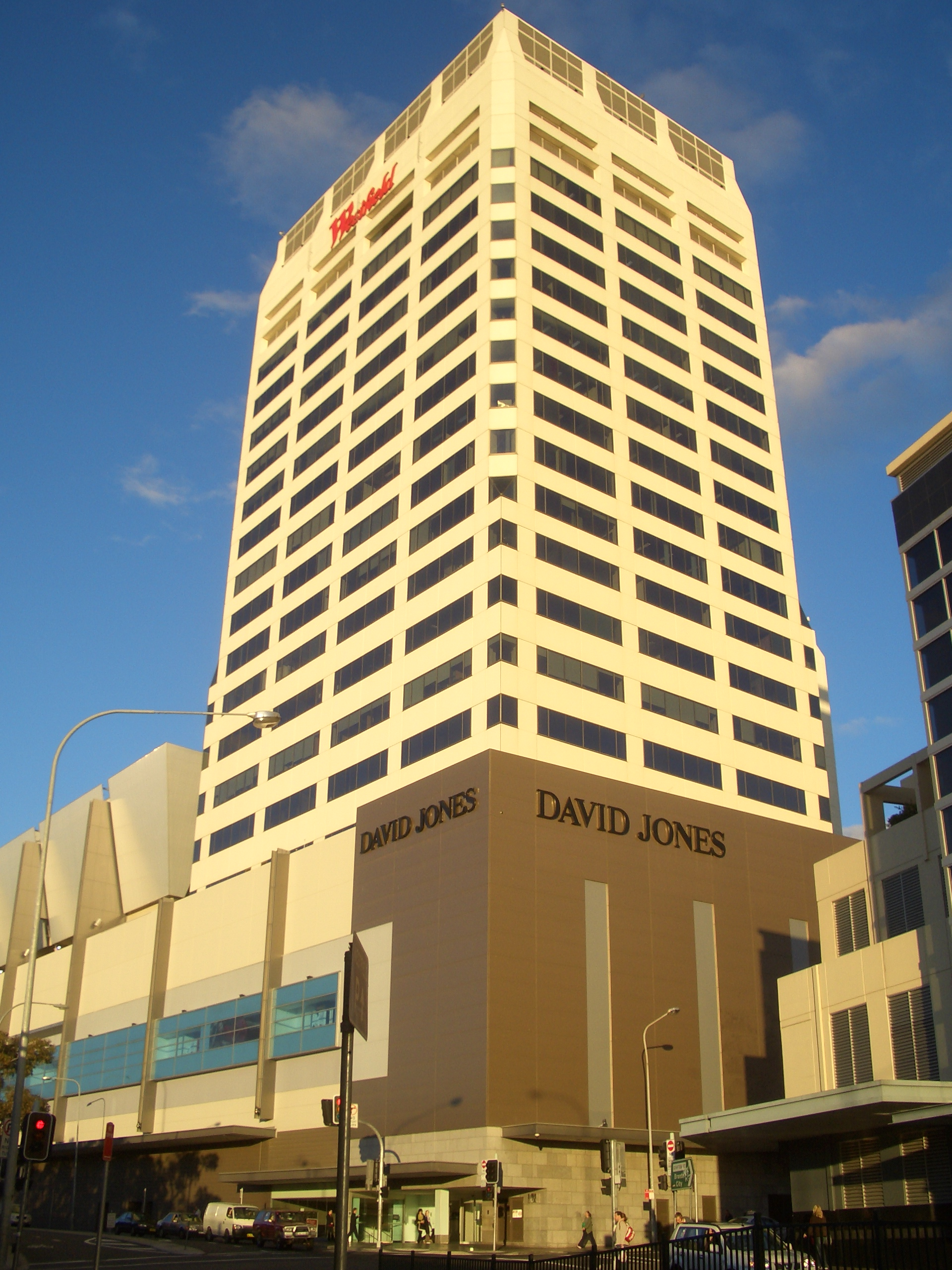
Westfield Bondi Junction, 悉尼
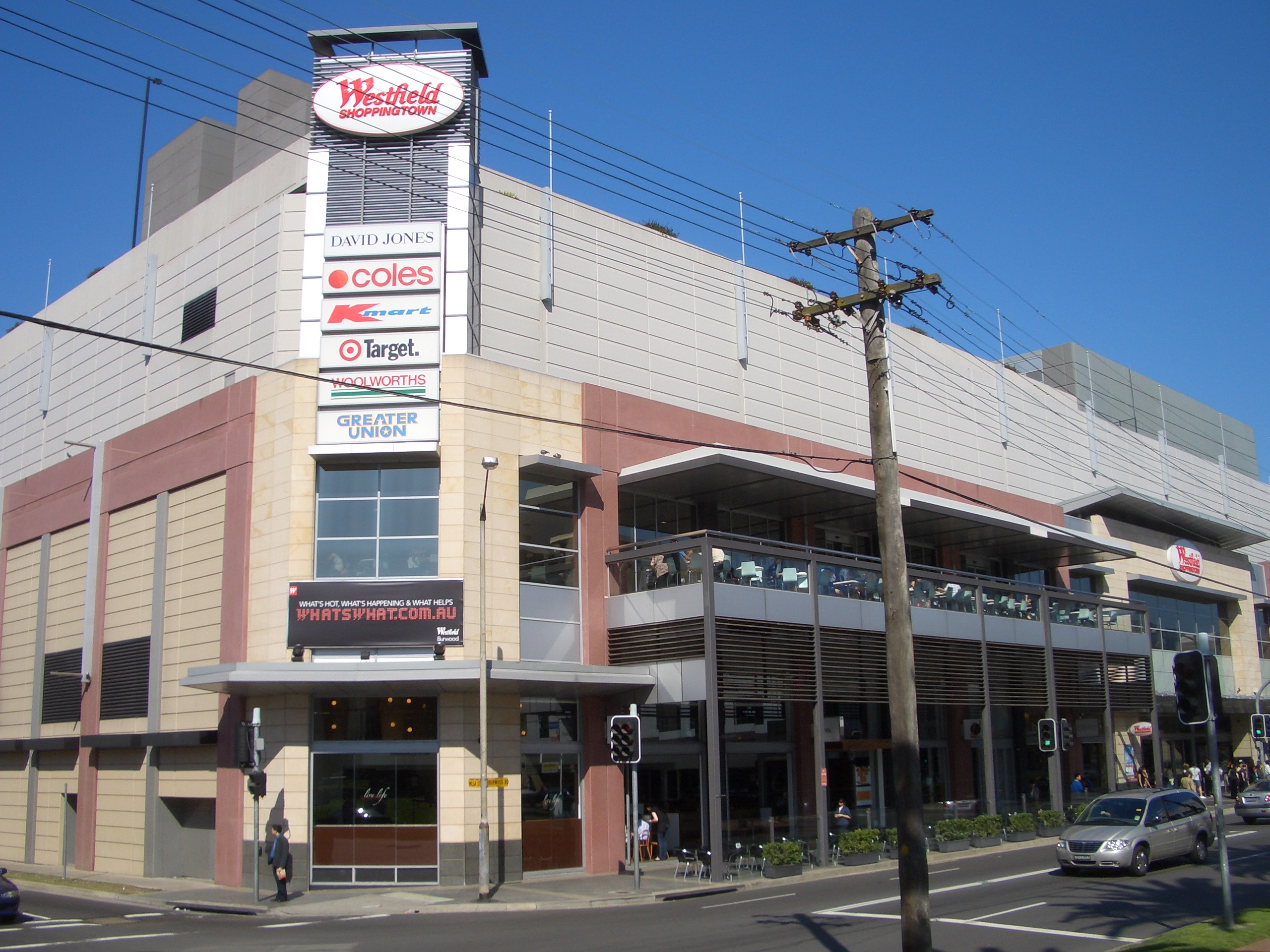
悉尼韦斯特菲尔德伯伍德
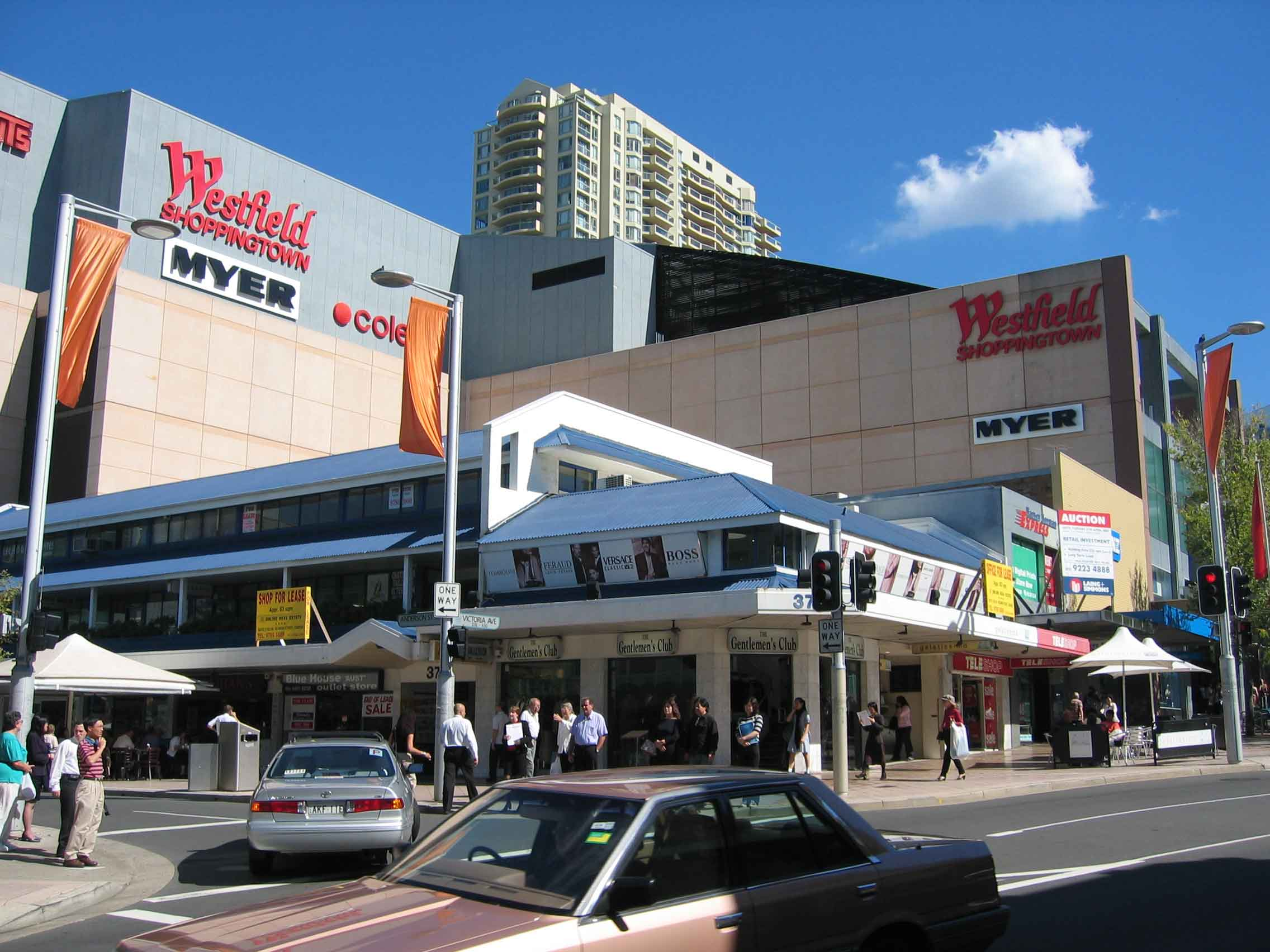
Westfield Chatswood, 悉尼
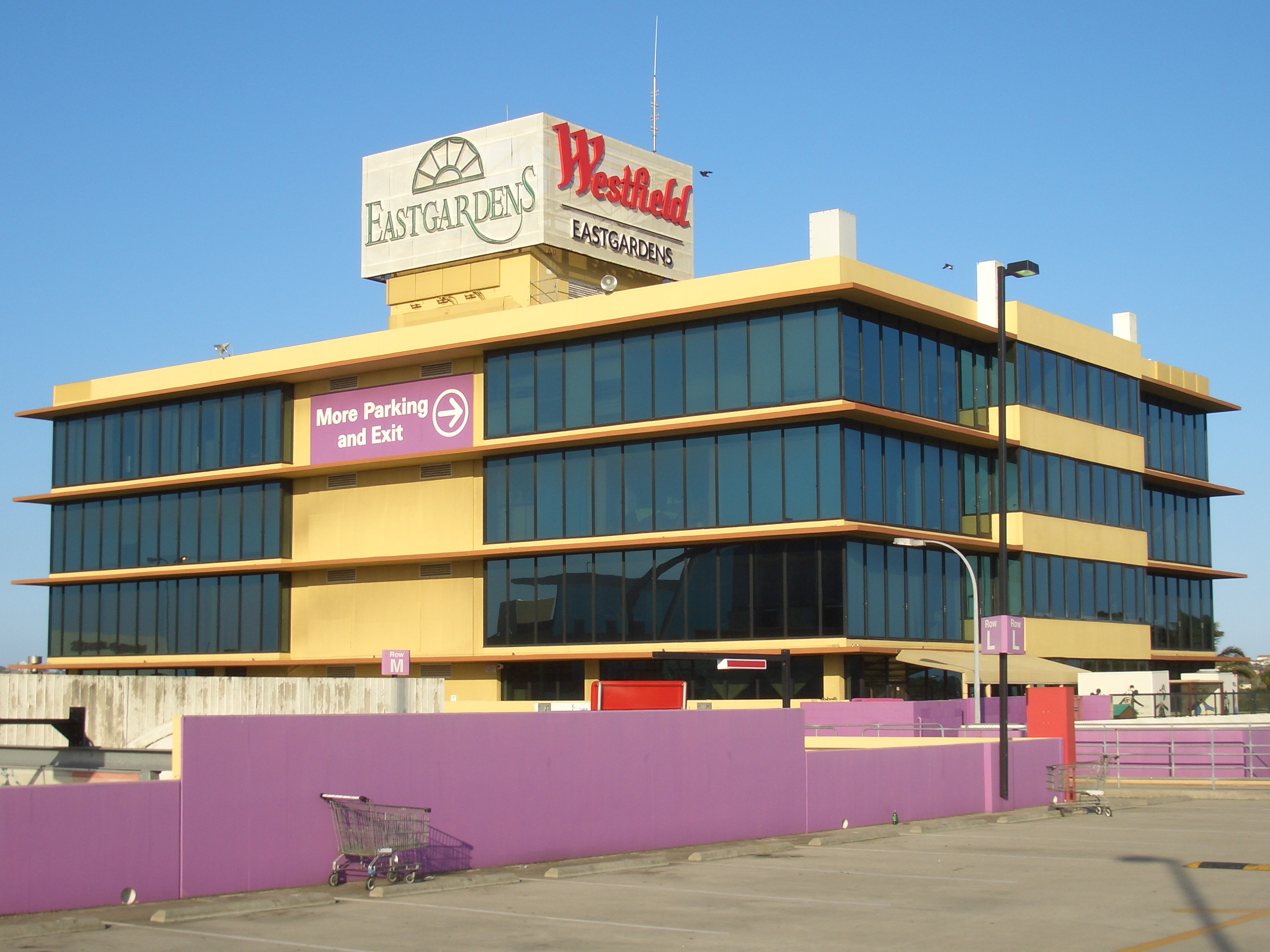
Westfield Eastgardens, 悉尼
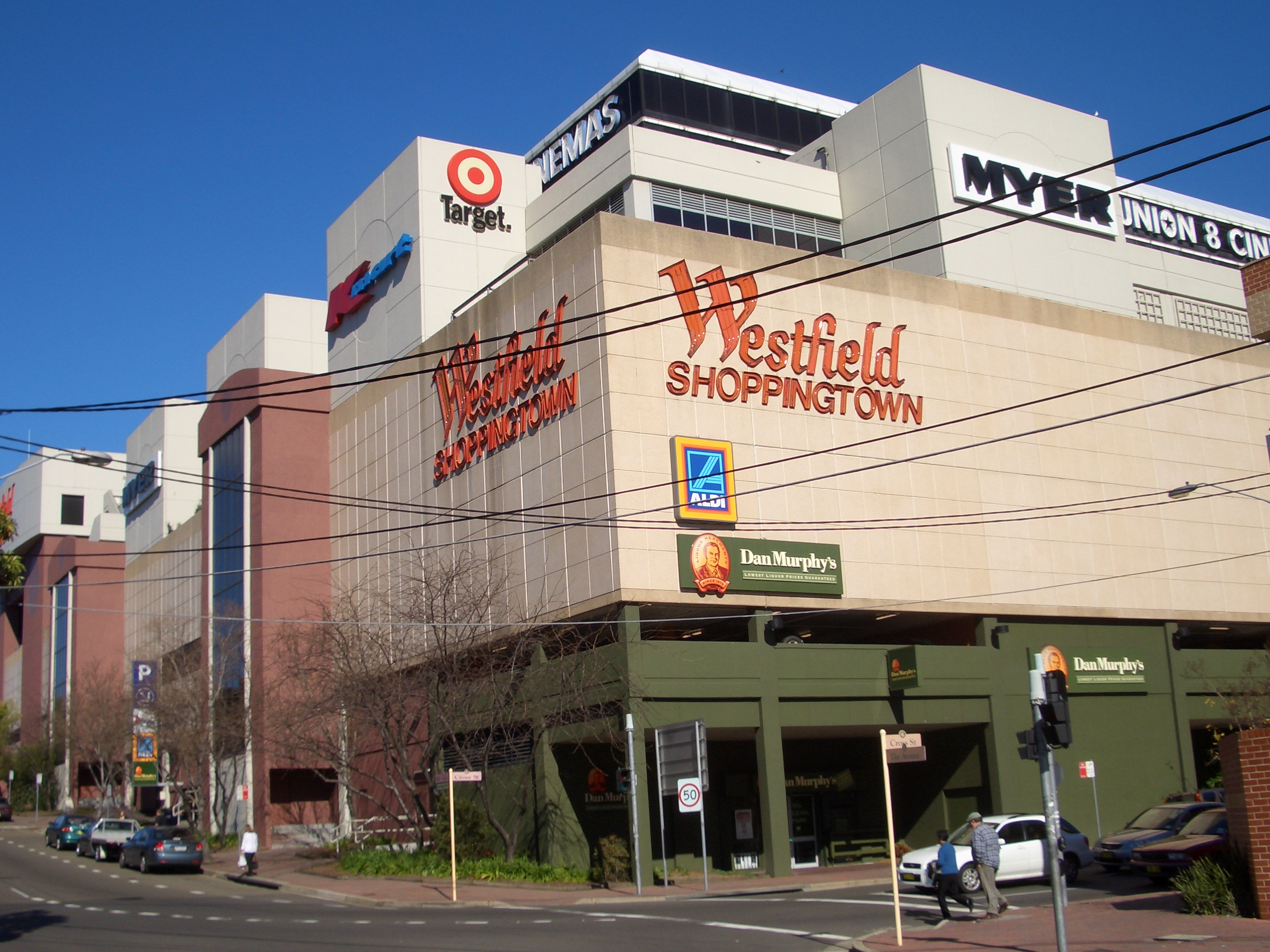
Westfield Hurstville, 悉尼
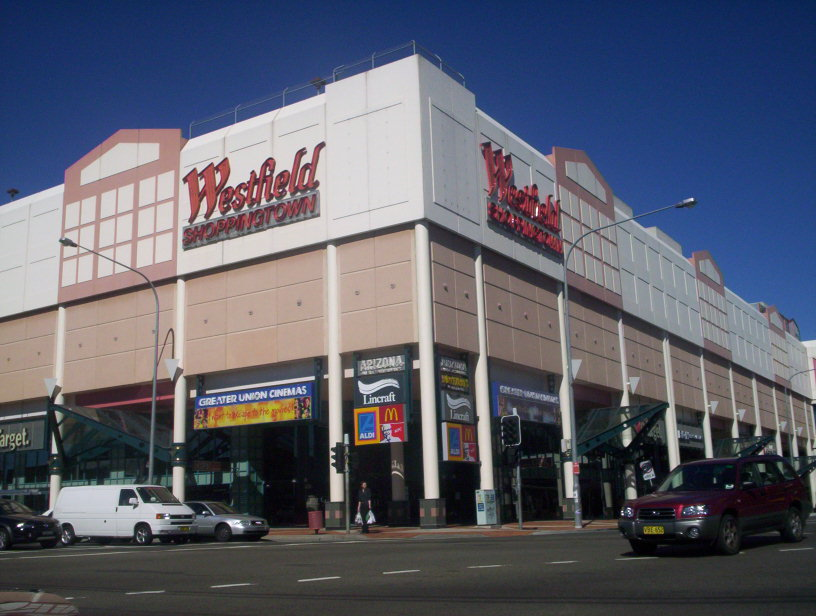
西田米兰达, 悉尼
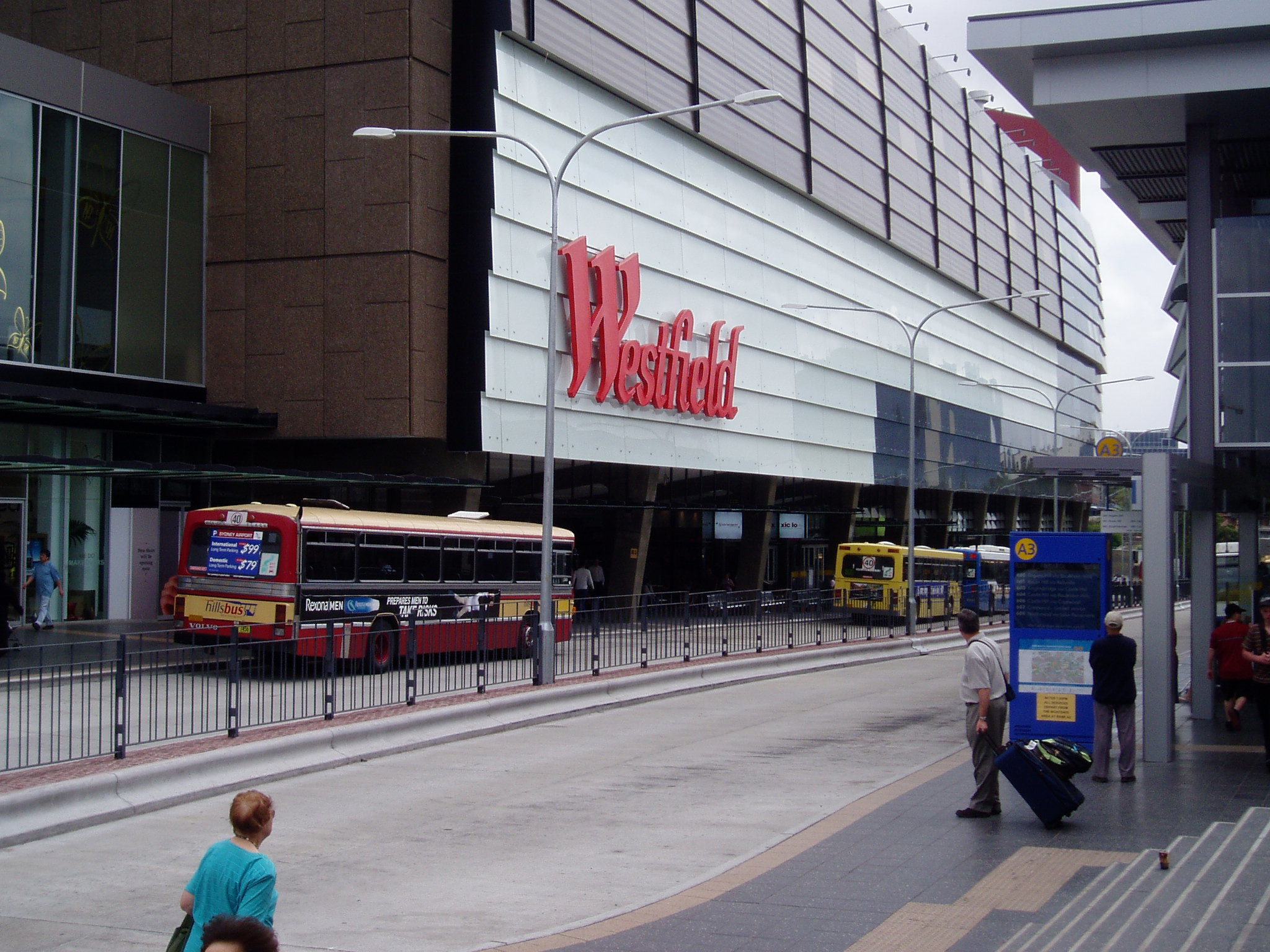
Westfield Parramatta, 悉尼
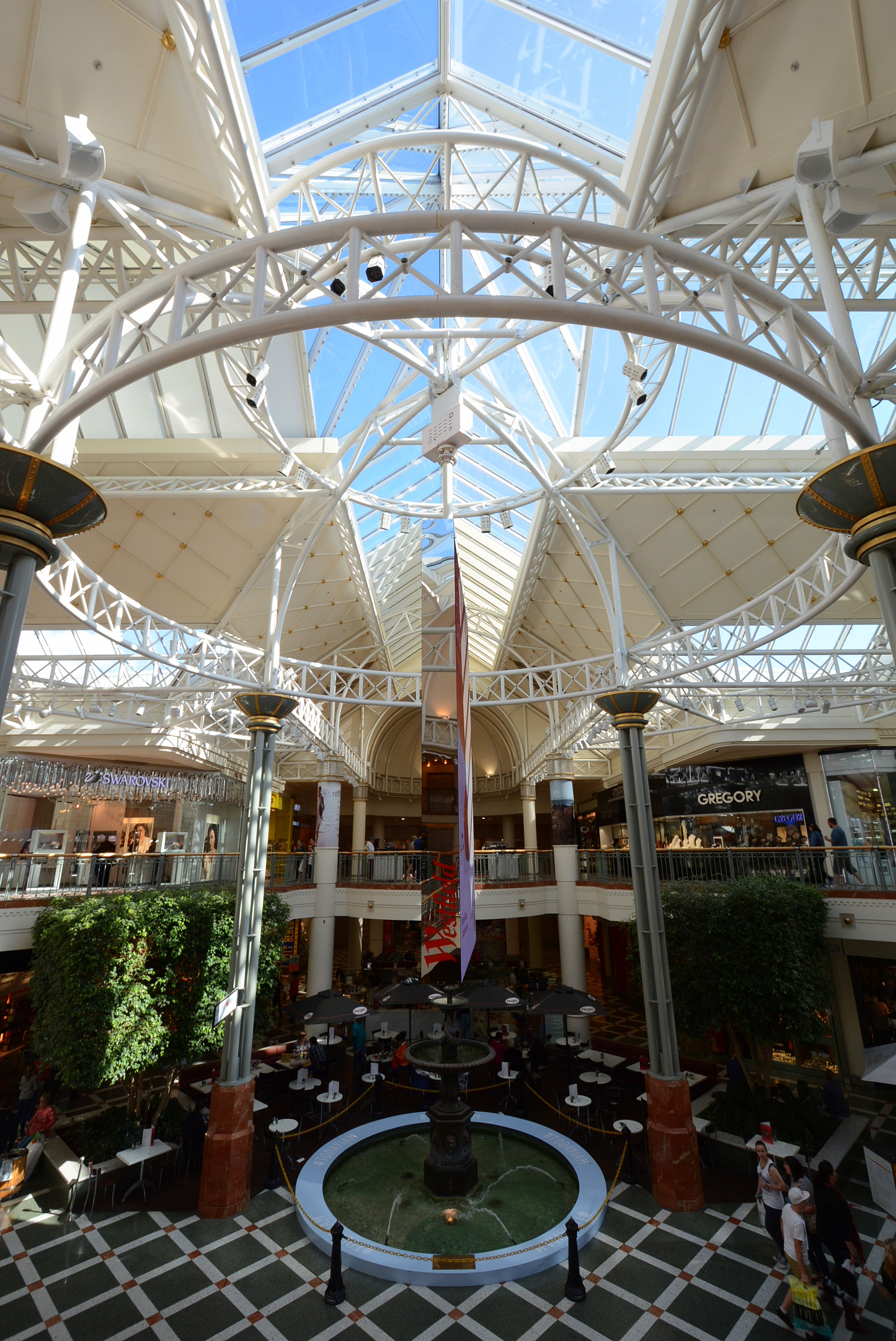
Westfield Penrith, 悉尼
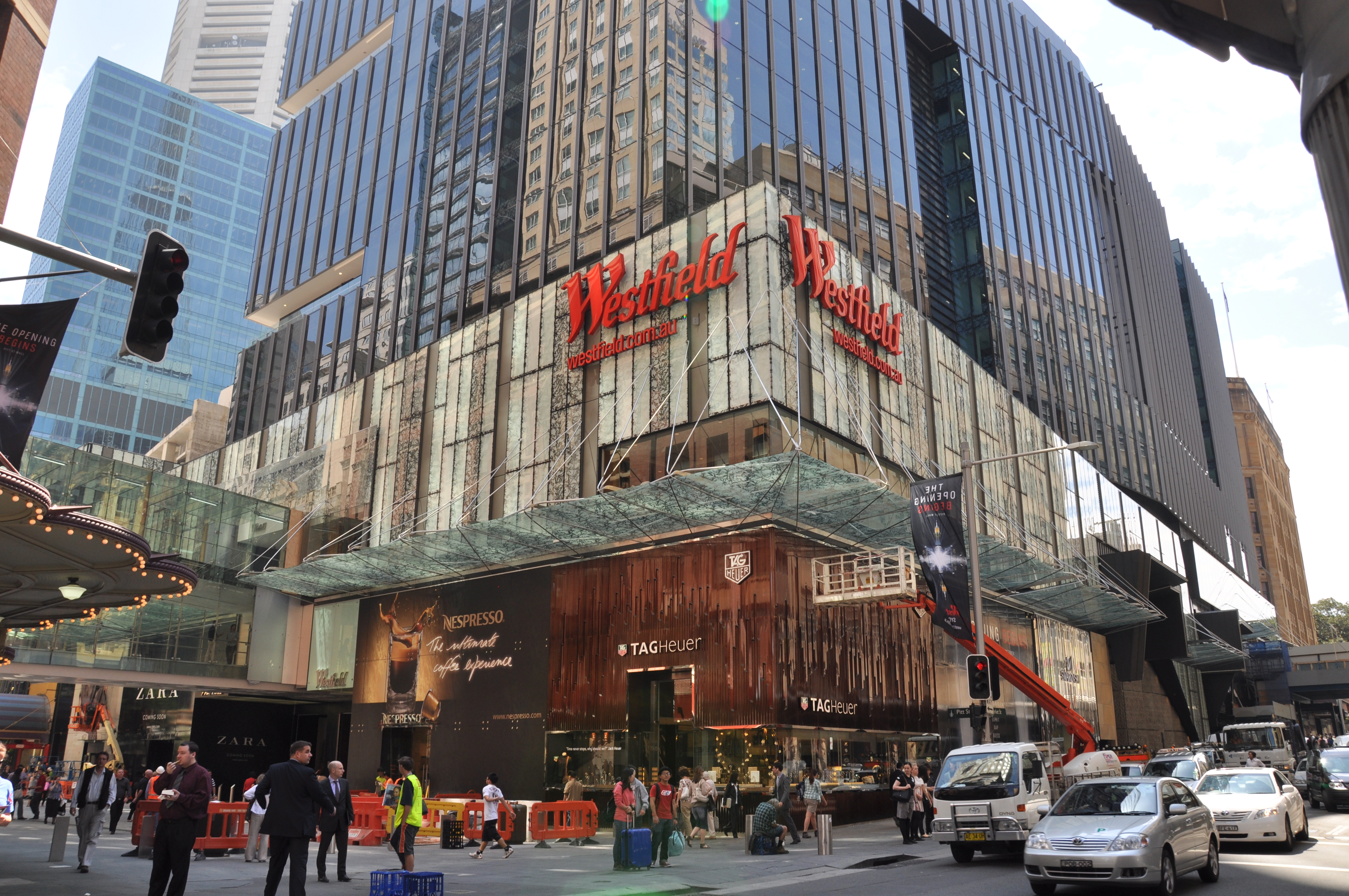
悉尼韦斯特菲尔德
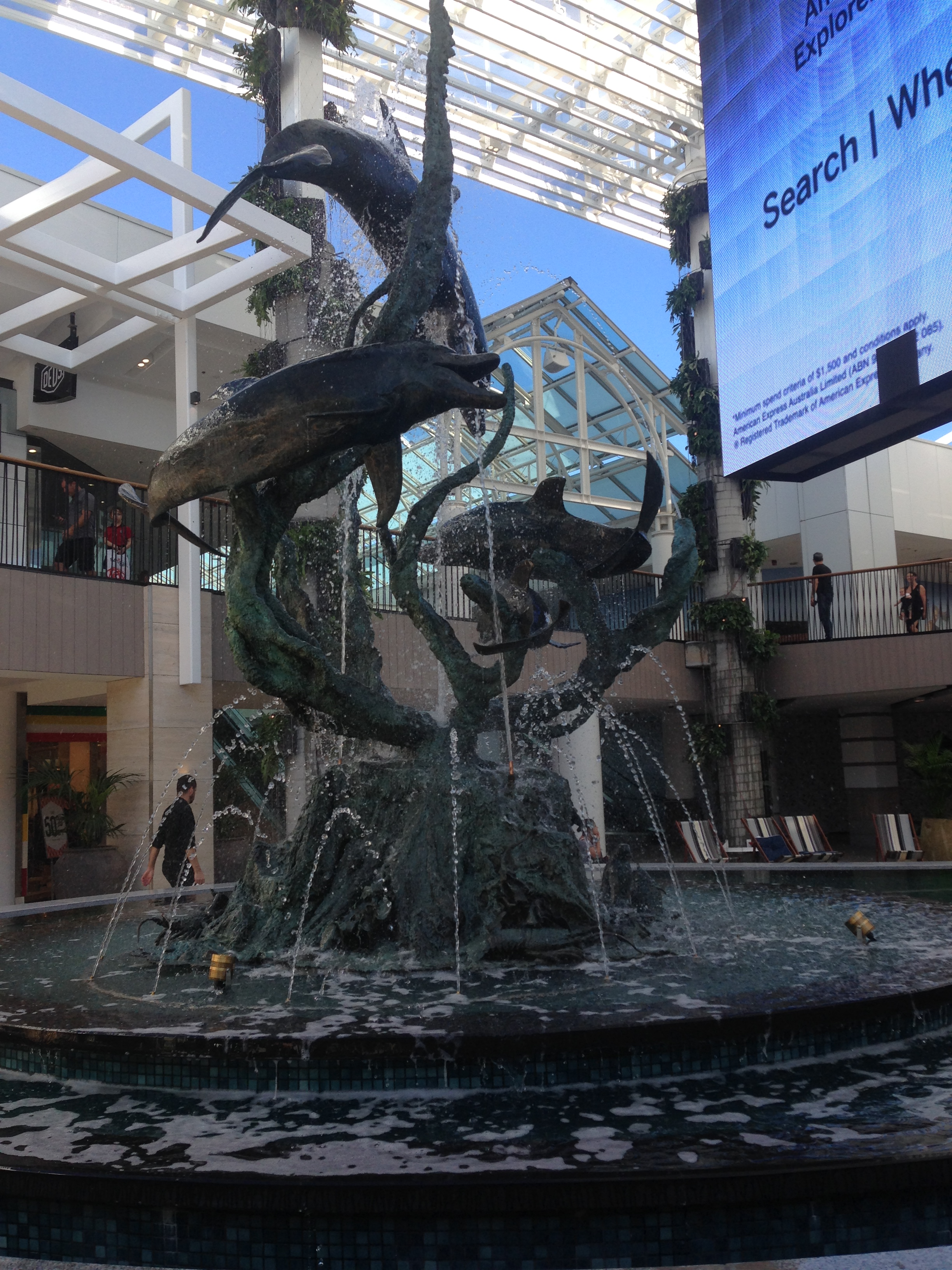
Westfield Warringah 购物中心, 悉尼
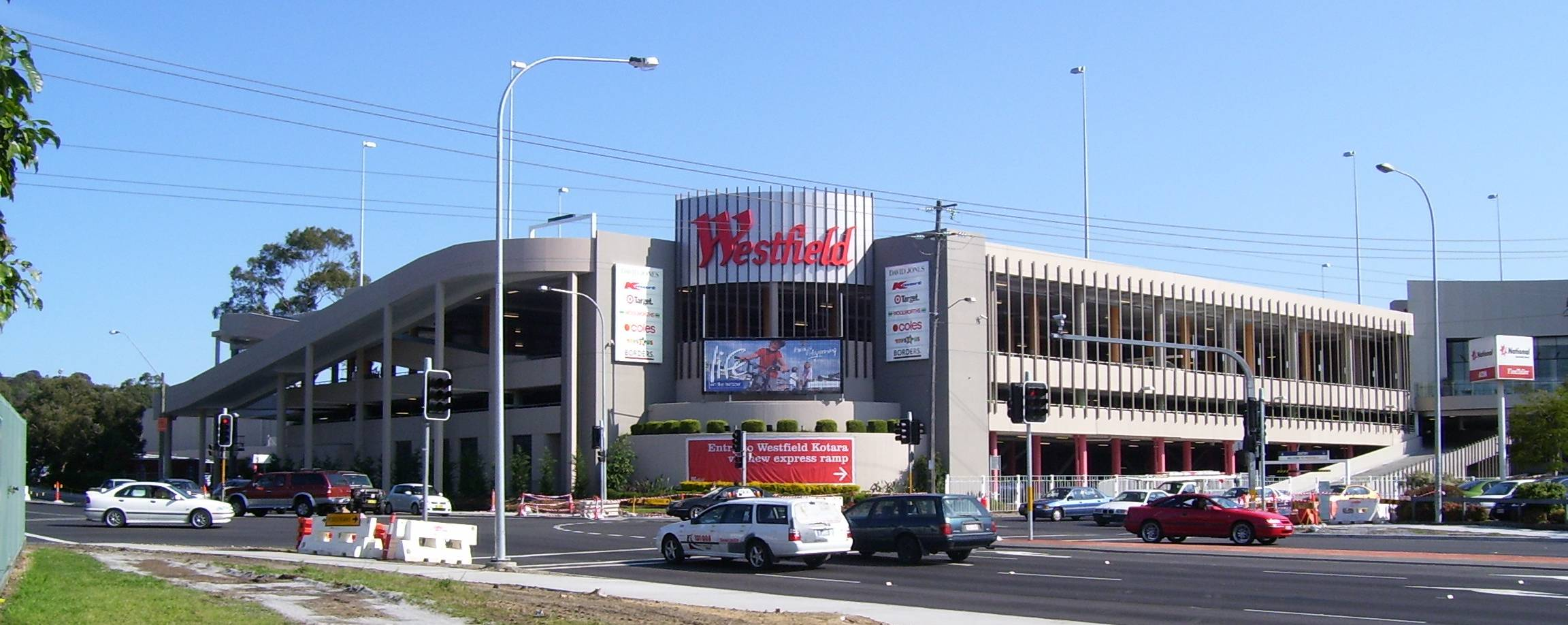
Westfield Kotara, 纽卡斯尔
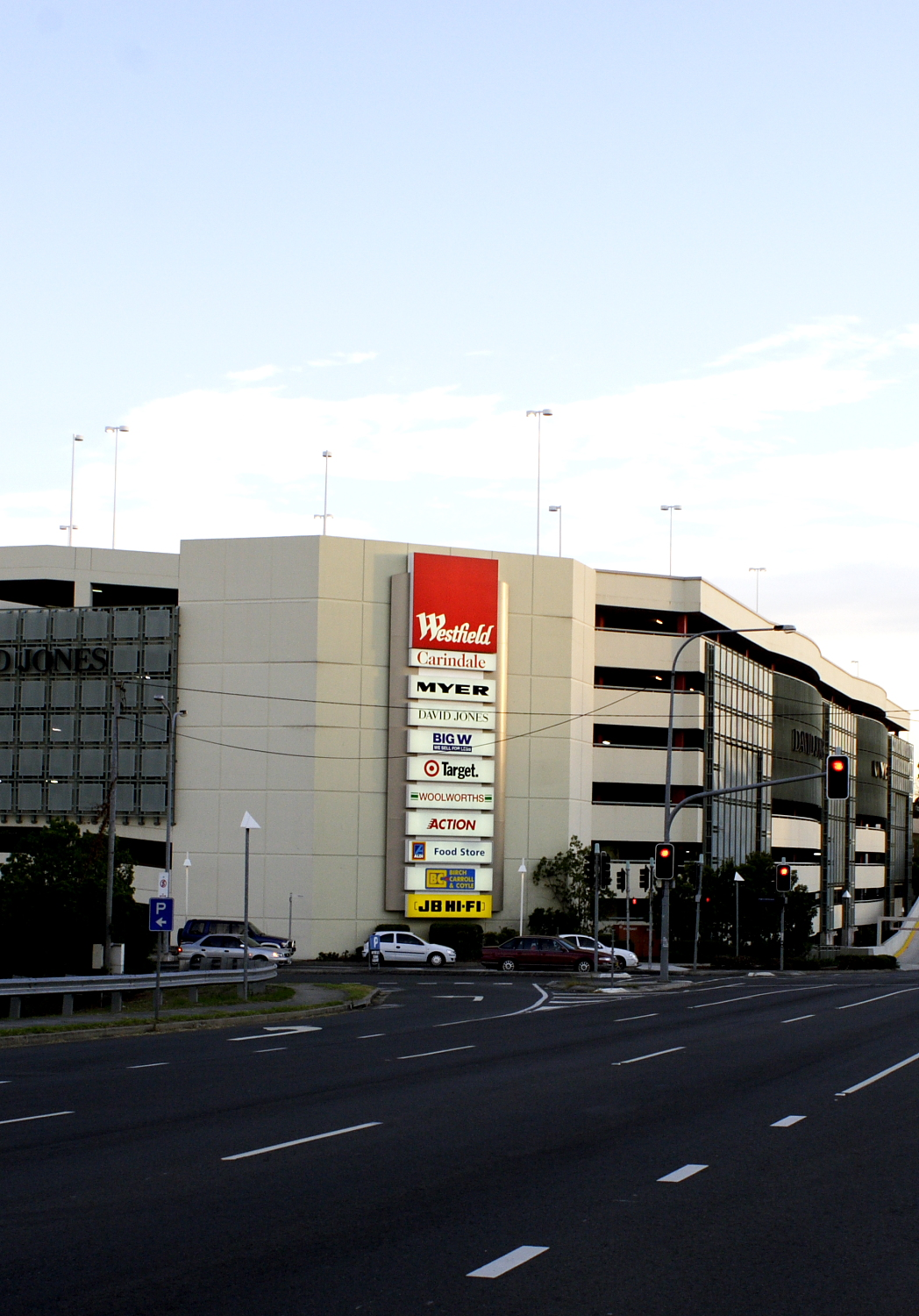
Westfield Carindale, 布里斯班
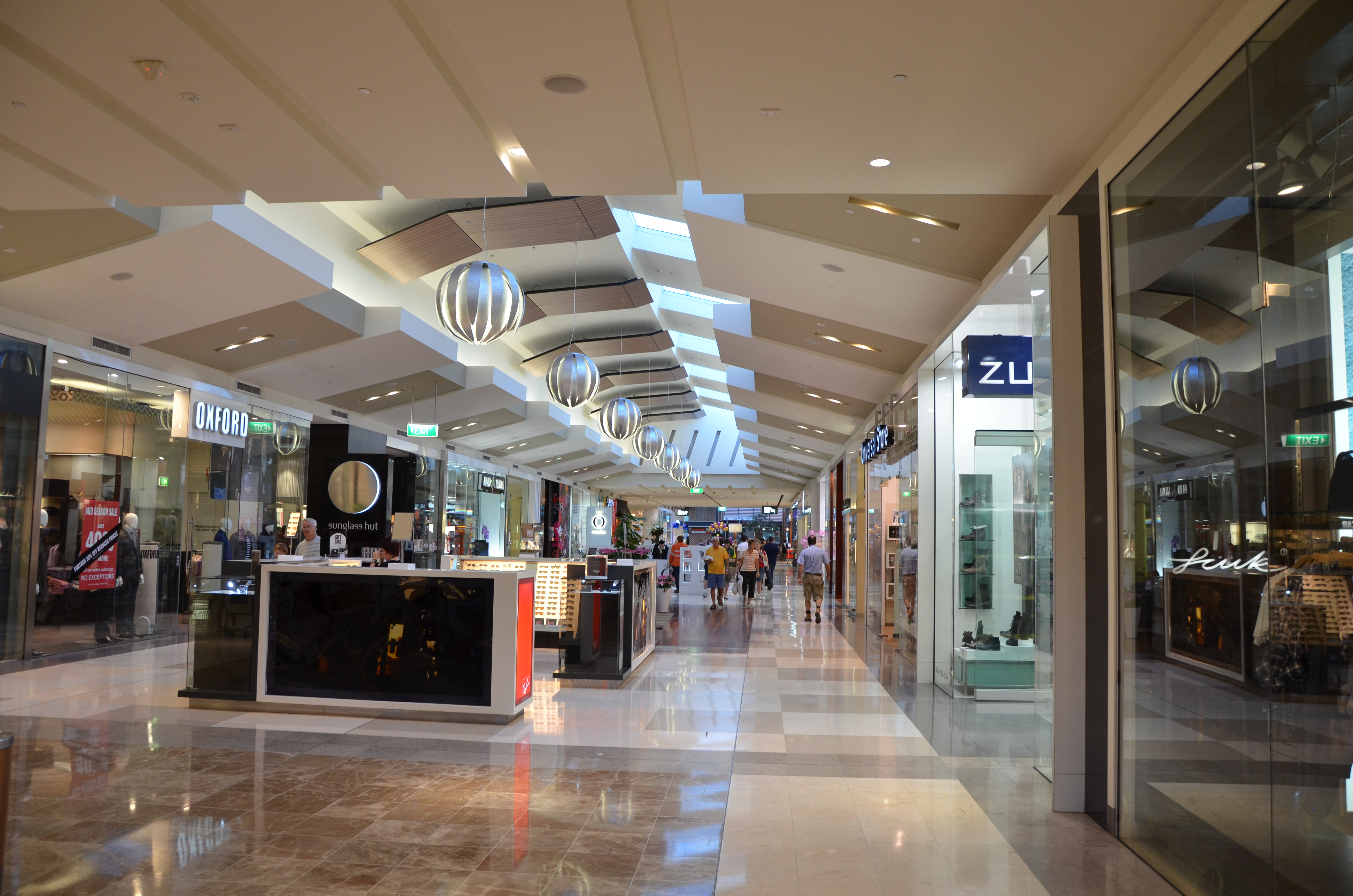
Westfield Chermside, 布里斯班
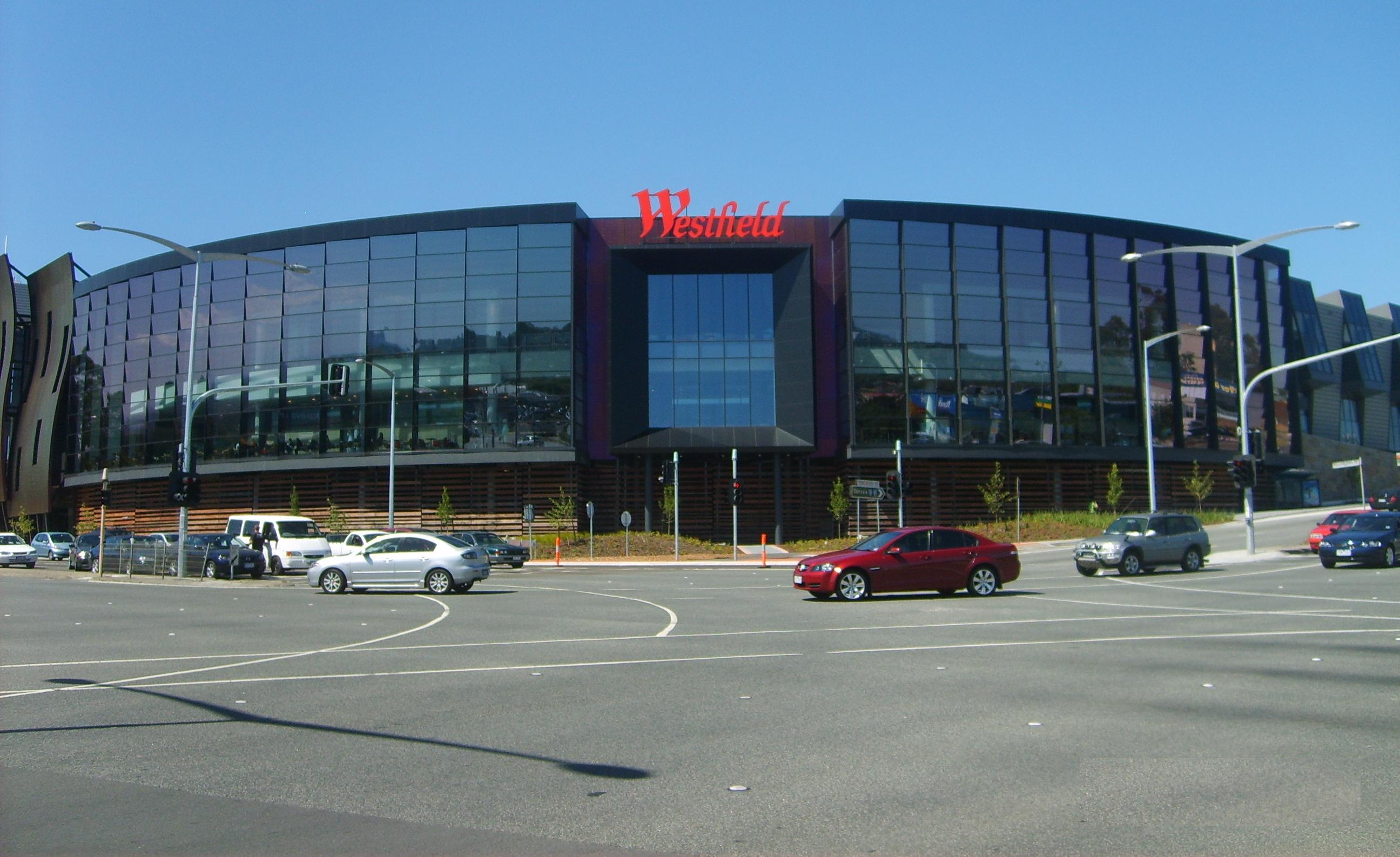
墨尔本韦斯特菲尔德唐卡斯特
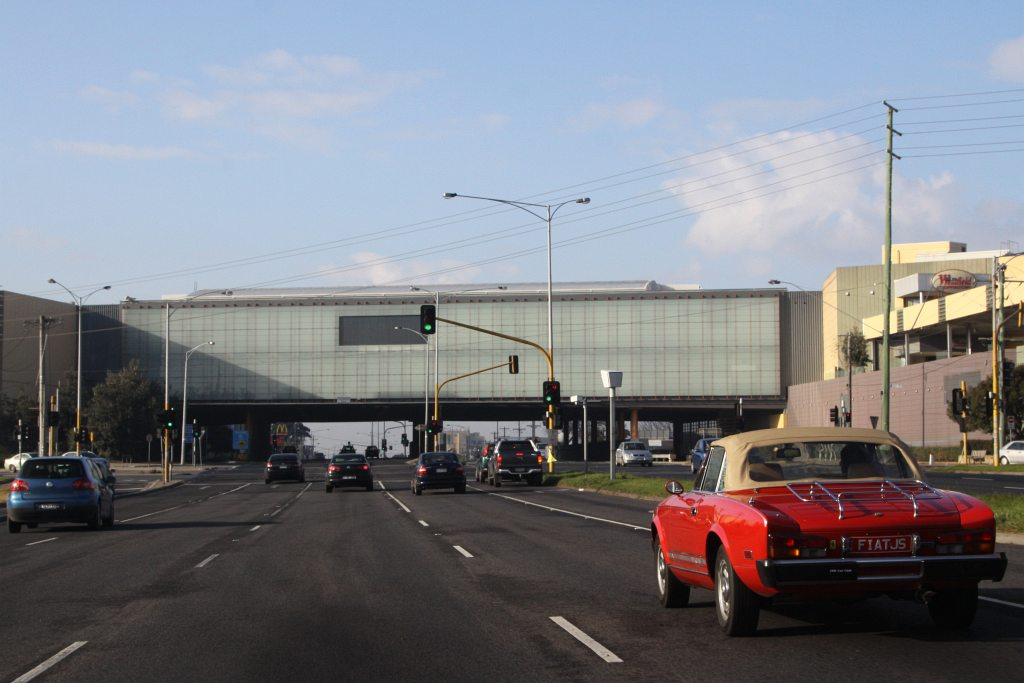
墨尔本韦斯特菲尔德南地
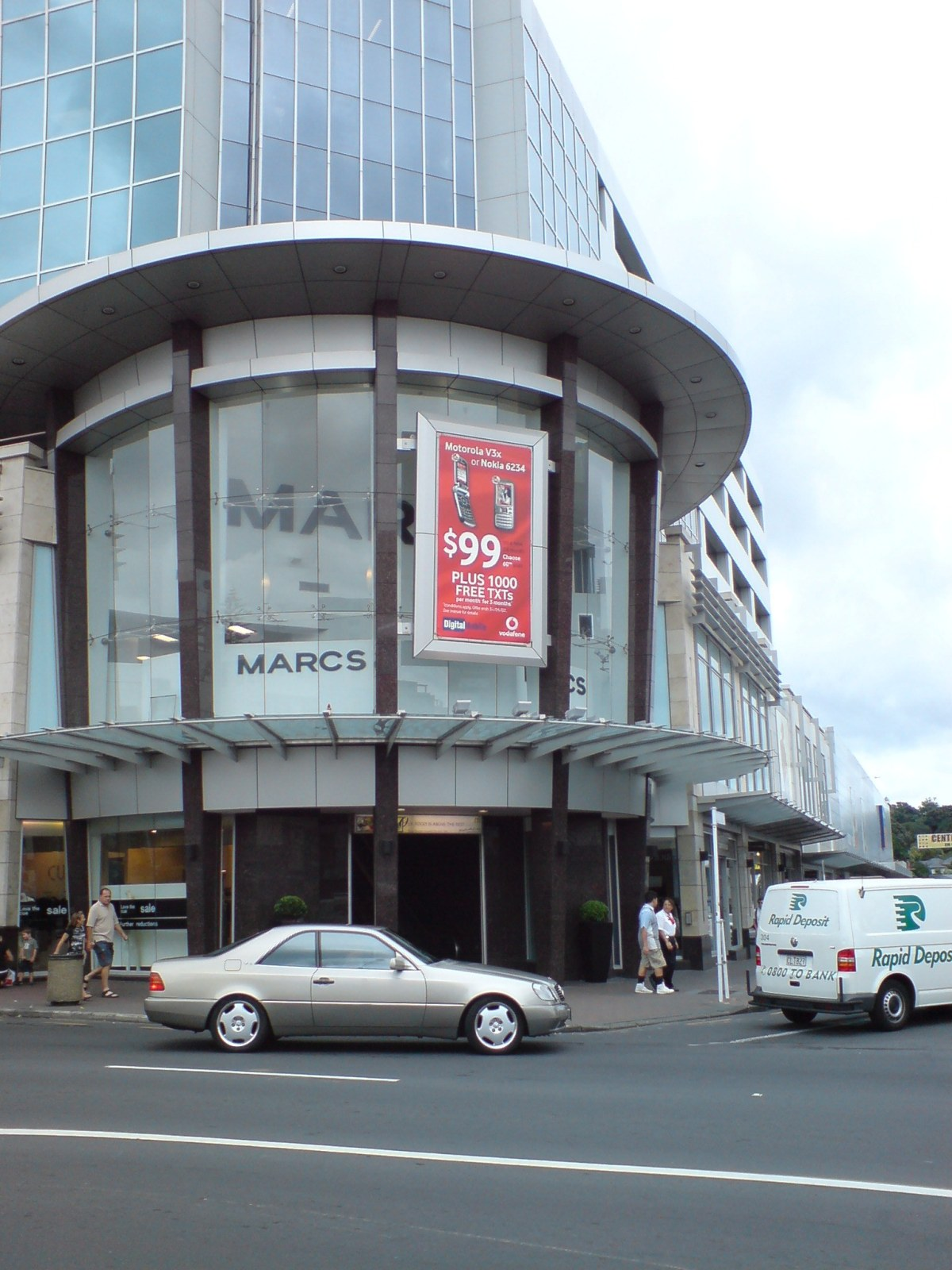
奥克兰韦斯特菲尔德纽马克特
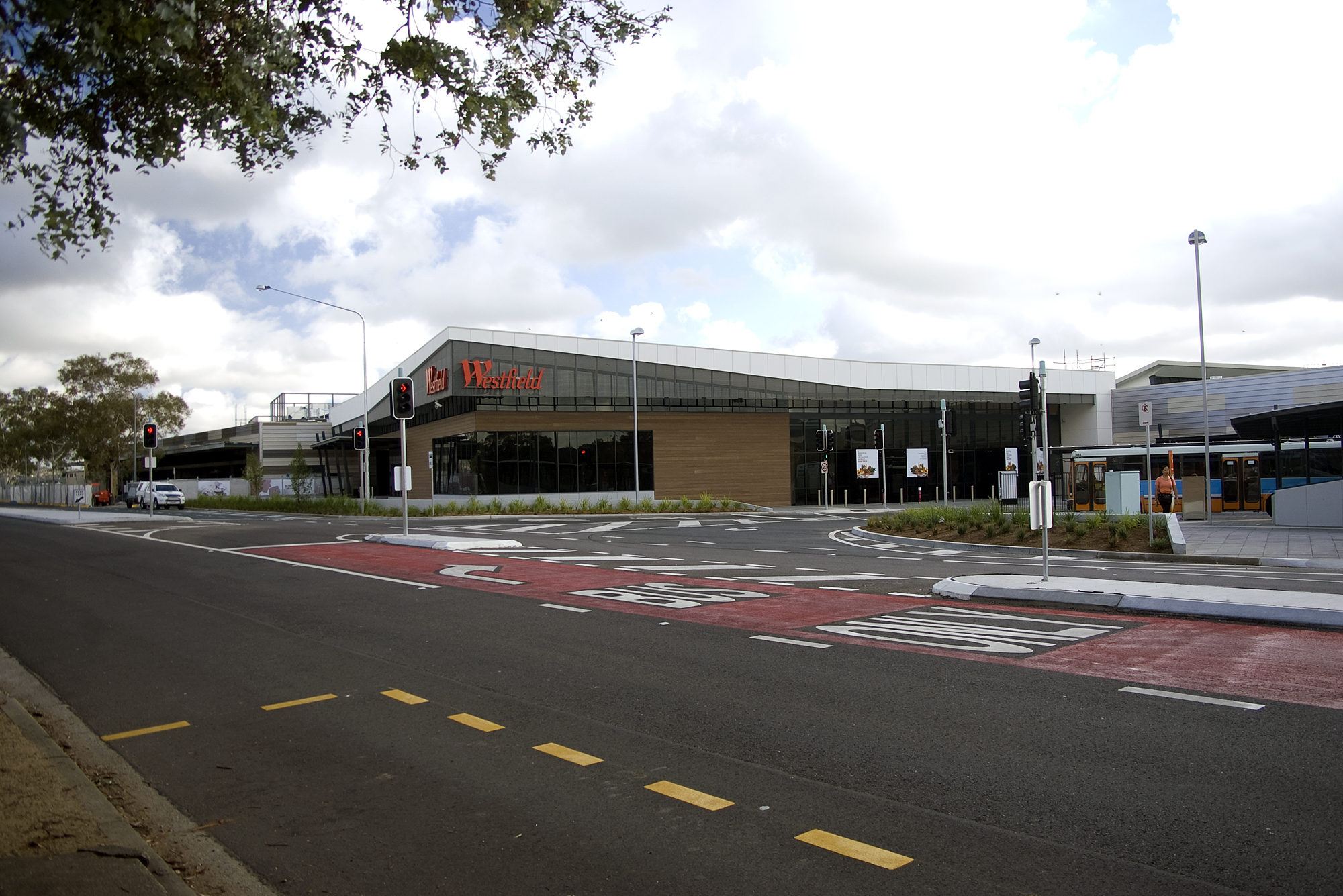
Westfield Belconnen ，堪培拉
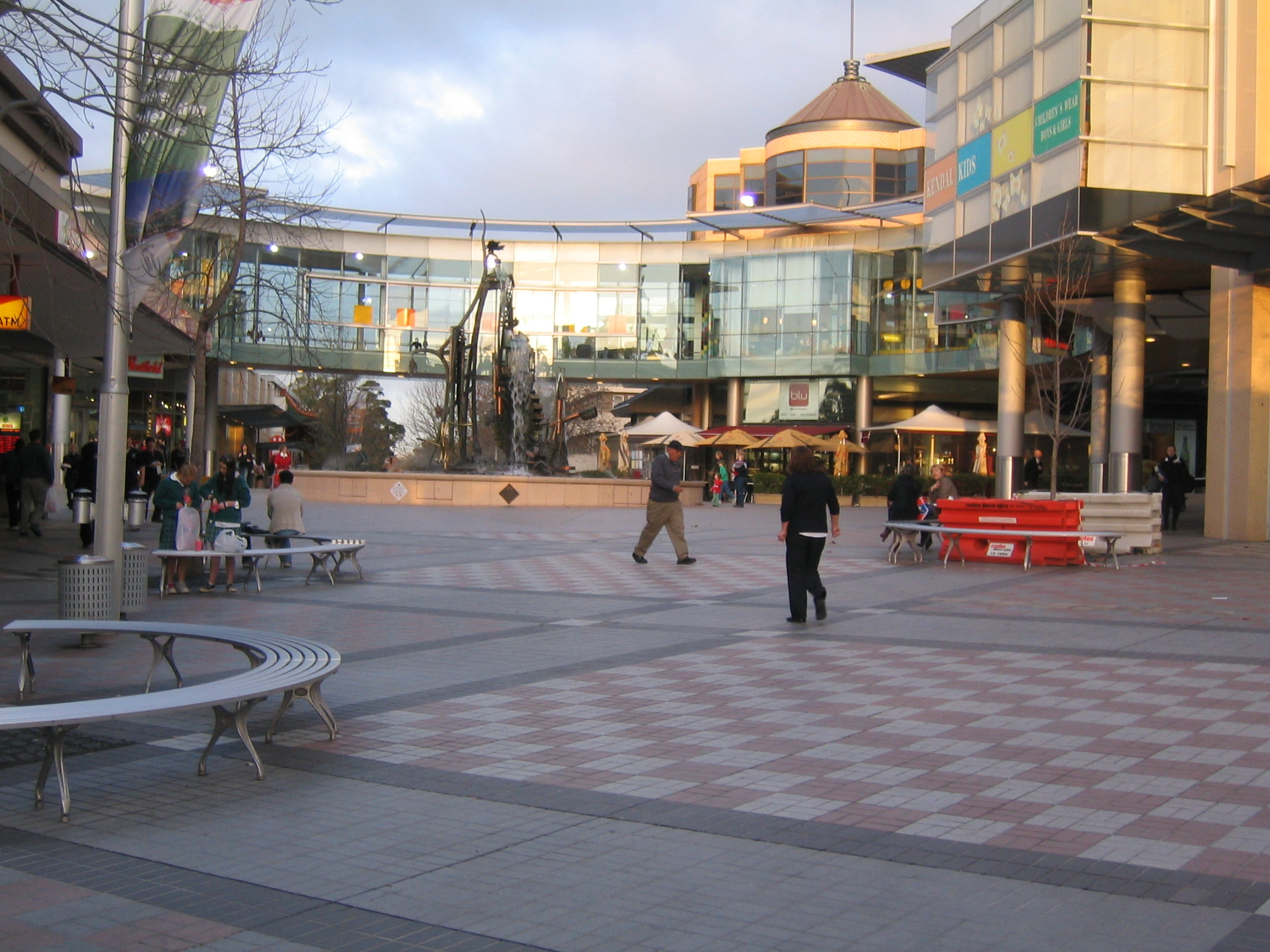
悉尼韦斯特菲尔德霍恩斯比

1. 1 2  . Reuters.   [2022-10-14]. （原始内容存档于2021-06-23）.
2. ↑   (PDF) (新闻稿). Scentre Group. 24 February 2015  [5 March 2015]. （原始内容存档 (PDF)于2015-04-02）.
3. ↑  . July 2014  [10 October 2014]. （原始内容存档于2022-12-02）.
4. ↑   (PDF) (新闻稿). Scentre Group. 30 June 2014  [10 October 2014]. （原始内容存档 (PDF)于2016-03-04）.
5. 1 2  . Stuff.co.nz. 15 October 2019  [15 October 2019]. （原始内容存档于2022-10-14）.
6. ↑  Gibson, Anne. . The New Zealand Herald. 29 June 2012  [11 August 2013]. （原始内容存档于2020-07-23）.
7. ↑  . 21 February 2017  [21 February 2017]. （原始内容存档于2017-06-06）.